# ウッドベリー・コモン
ウッドベリー・コモン（Woodbury Common Premium Outlets）はニューヨーク州セントラル・バレーにあるアウトレット・ショッピング・モールである。チェルシー・プロパティ・グループによって開発され、現在の運営はサイモン・プロパティ・グループ。1985年にオープンし、1993年、1998年に拡張が行われた。現在220店舗が営業しており、その大きさから施設内は色分けされ客が迷わないように配慮されている。
ニューヨーク・シティから車で1時間程度の場所にあるため、ニューヨーク観光に来た外国人観光客からの人気が高い。最もおおい外国人客は日本人で、ウッドベリー・コモンは、日本語で日本人向けの宣伝も行っている。店舗によっては全売り上げの40%から50%を日本人観光客が購入している。

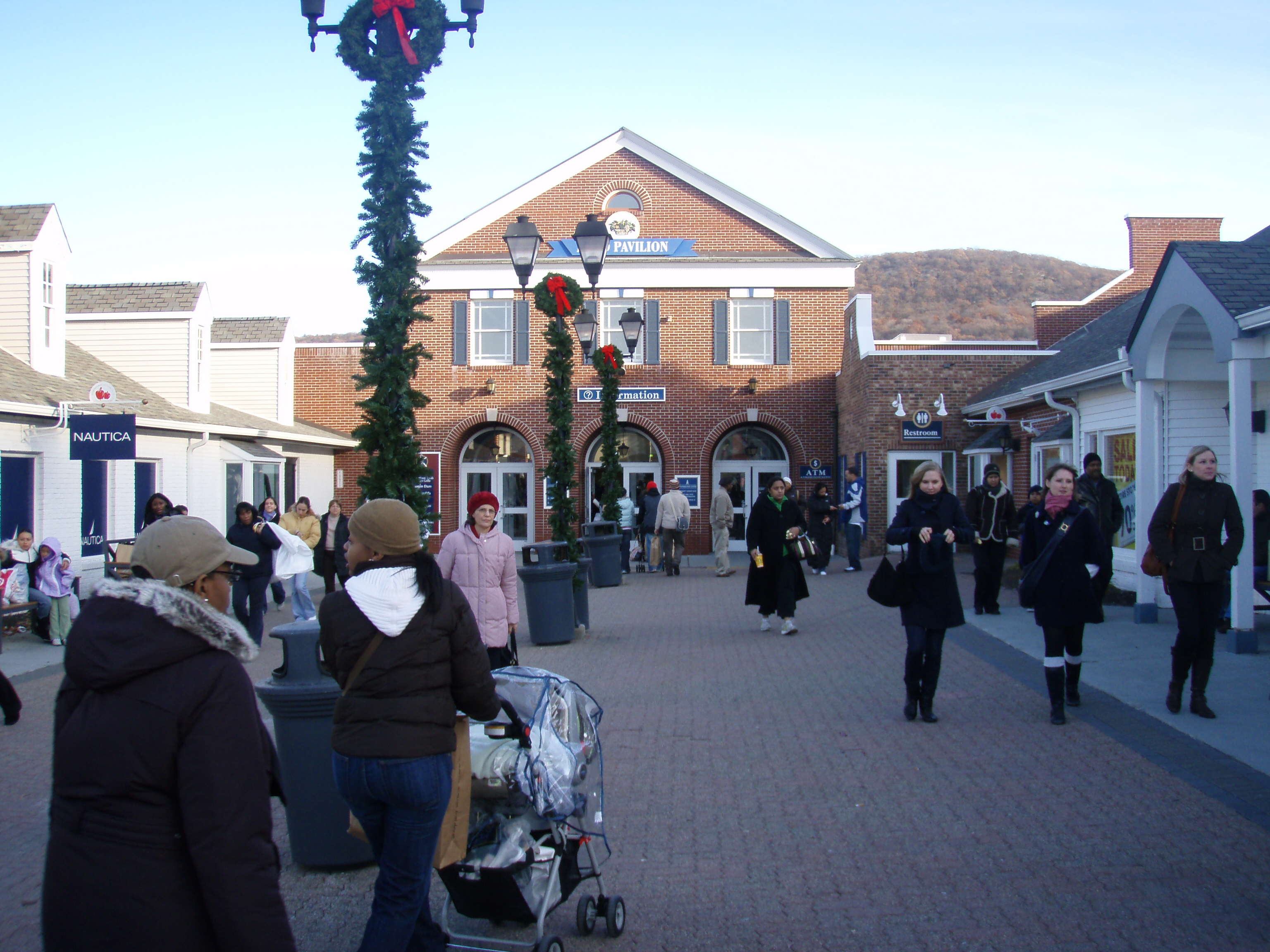
フード・パビリオン近く
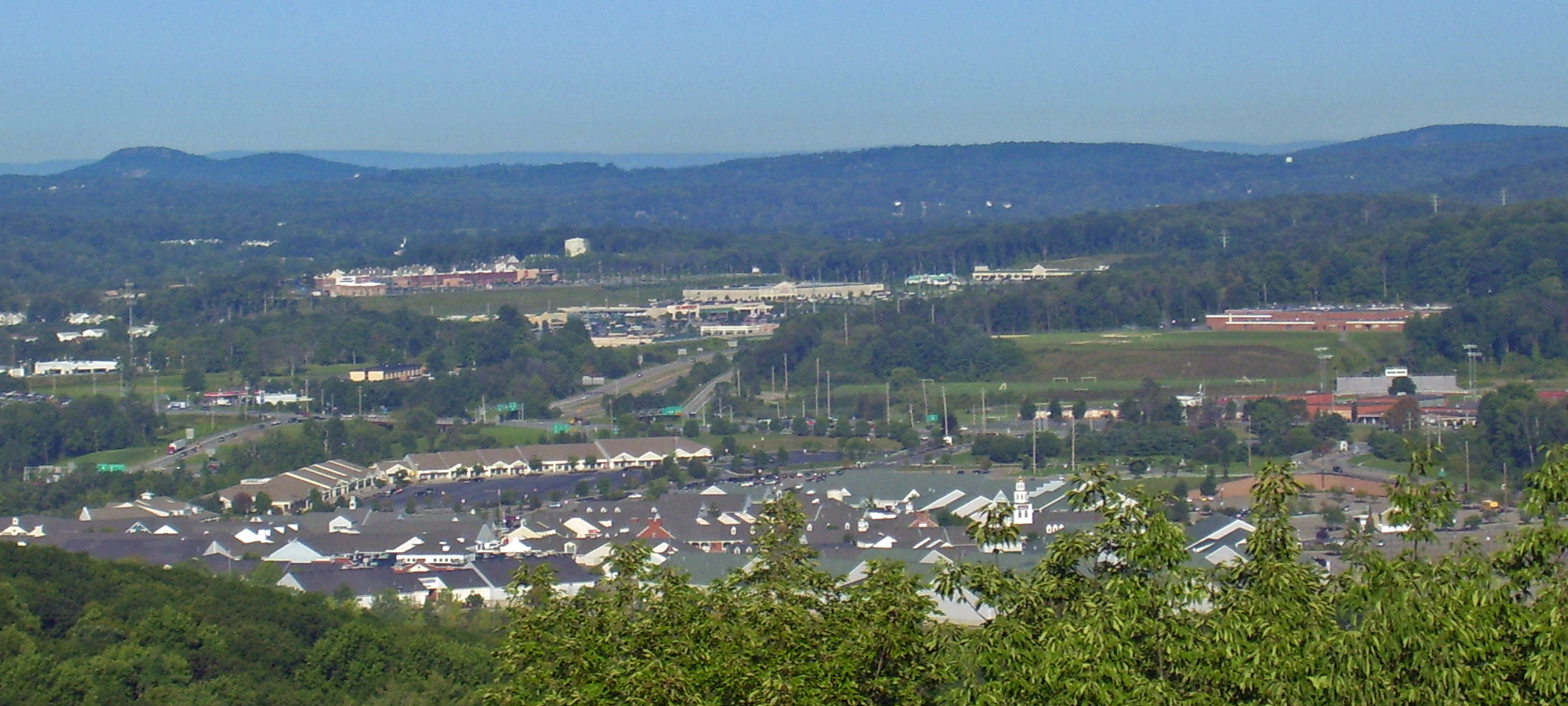
アウトレットからUS6を望む